# Okręg wyborczy Petrie
Okręg wyborczy Petrie (ang. Division of Petrie) – jednomandatowy okręg wyborczy do Izby Reprezentantów Australii, położony w stanie Queensland.
Pierwsze wybory odbyły się w nim w 1949 roku, a jego patronem jest Andrew Petrie.
Od 2013 roku posłem z tego okręgu był Luke Howarth z Liberal National Party of Queensland.

## Lista posłów
Lista posłów z okręgu Petrie:
| okres urzędowania | poseł            | przynależność                        |
| ----------------- | ---------------- | ------------------------------------ |
| 1949–1961         | Alan Hulme       | Liberalna Partia Australii           |
| 1961–1963         | Reginald O’Brien | Australijska Partia Pracy            |
| 1963–1972         | Alan Hulme       | Liberalna Partia Australii           |
| 1972–1974         | Marshall Cooke   | Liberalna Partia Australii           |
| 1974–1983         | John Hodges      | Liberalna Partia Australii           |
| 1983–1984         | Deane Wells      | Australijska Partia Pracy            |
| 1984–1987         | John Hodges      | Liberalna Partia Australii           |
| 1987–1996         | Gary Johns       | Australijska Partia Pracy            |
| 1996–2007         | Teresa Gambaro   | Liberalna Partia Australii           |
| 2007–2013         | Yvette D’Ath     | Australijska Partia Pracy            |
| od 2013           | Luke Howarth     | Liberal National Party of Queensland |